# رولاند دي فيلفايل
 رولاند دي فيلفايل (بالإنجليزية: Roland de Velville)‏ المولود في سنة 1474 يعتقد أنه الابن الغير شرعي للملك هنري السابع أنجبه من سيدة ذو عرق بريطون. عين في عام 1509 ليكون حاكم قلعة بيوماريس في ويلز وهو منصب شغله حتى وفاته 25 يونيو 1535 م.، وقد منح لقب الفارس في عام 1497.
كانت لديه ابنة واحدة من زوجته أغنيس غريفيث تدعي جاين فيلفايل التي أصبحت فيما بعد إحدى زوجات أفراد تيودر وهو روبرت فيشان وقد كانا والدا كاثرين بيرين الذي أطلق عليها لقب (أم ويلز)